# 関ファイト
関 ファイト（せき ふぁいと、男性、1999年12月15日 - ）は、日本の元子役、俳優である。所属事務所はモンドラナエンタテイメント。趣味は三線、絵画、百人一首。

## 出演

### テレビドラマ
- ハングリー! 第1話（2012年1月10日、フジテレビ） - 藤沢剛（幼少） 役
- ニュース少年探偵団（2012年4月1 - 2014年9月、BS-TBS） - 少年探偵団メンバー
- 大河ドラマ 八重の桜（2013年、NHK） - 西郷吉十郎（幼少） 役
- 世にも奇妙な物語 25周年スペシャル・春 ～人気マンガ家競演編～ 「面」（2015年4月11日、フジテレビ） - 修行僧 役

### 映画
- 白夜行（2011年1月29日公開）
- これでいいのだ（2011年4月30日公開） - 少年アカツカの友人 役
- ALWAYS 三丁目の夕日'64（2012年1月21日公開）
- だいじょうぶ3組（2013年3月23日公開） - 緒方ファイト 役
- 100回泣くこと（2013年6月22日公開）
- 海街diary（2015年6月13日公開） - 緒方将志 役

### バラエティ
- こころの遺伝子（2010年、NHK） - 益川敏英（幼少） 役
- 人生が変わる1分間の深イイ話（2010年、日本テレビ） - VTR
- 笑撃!ワンフレーズ（2010年、TBS） - コントネタ
- くりびつ!（2010年10月 - 2011年9月、制作：東海テレビ/放送：東海テレビ・テレビ大分） - くりびつ隊レギュラー ※テレビ大分は第14回から放送
- さまぁ～ZOO（2011年、テレビ東京）
- シャキーン（2011年11月、Eテレ）

### CM
- ヤマキ「めんつゆ-おいしい音（春夏篇）」（2010年） - 市川海老蔵と共演
- ベネッセ 進研ゼミ小学講座「学んで遊ぶ」編 （2010年）
- マクドナルド ハッピーセット「シュレック」編（2010年）
- パナソニック 企業広告（2011年） - 石川遼と共演
- 第一生命 「幸せの道～母と息子・働くおふくろ」編（2011年）
- エバラ 「ラーメンスープ鍋の素　もりもり」編（2011年）
- 任天堂 Newスーパーマリオブラザーズ2「体験篇 その2」（2012年）
- 野村証券 （2012年）
- ベネッセ 進研ゼミ中学講座「自宅に先生がやってくる」篇（2013年）「新・勉強法スタート」篇（2014年）
- 眼鏡市場 「眼鏡市場のみんな割」篇（2014年）
- ニッスイ　大きな大きな焼きおにぎり「日本の育ち盛りたちへ　河原」篇（2014年）
- JA共済自転車ルール「ながらマナー」篇（2014年）

### スチール
- タキイ種苗「22人の桃太郎」（2010年）

### WEB CM
- Google音声検索機能紹介映像「よく似た名前」篇（2014年）

### ムービー
- 東京ステーションギャラリー（2011年）